# Парламентські вибори в Польщі 1922

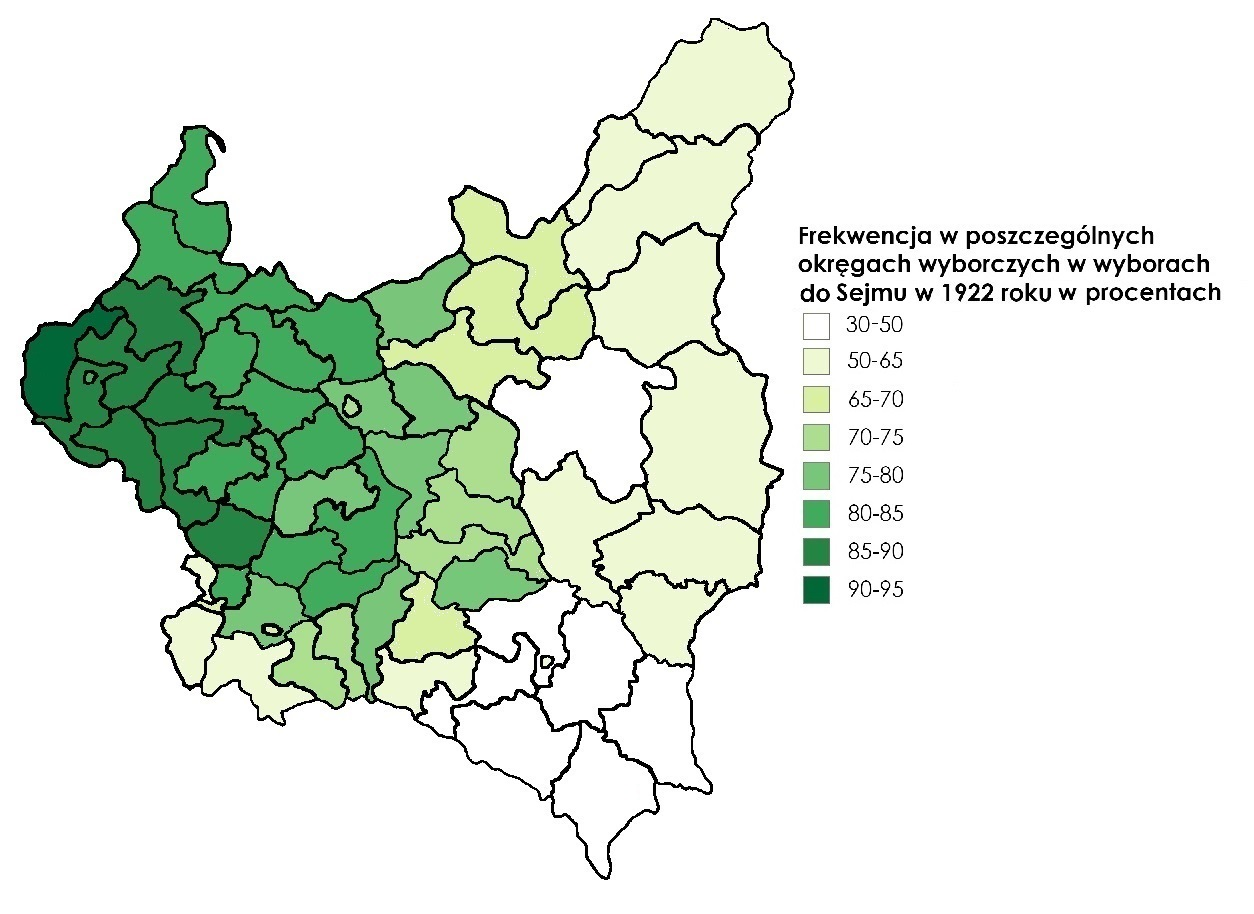
Явка на виборах до Сейму за виборчими округами

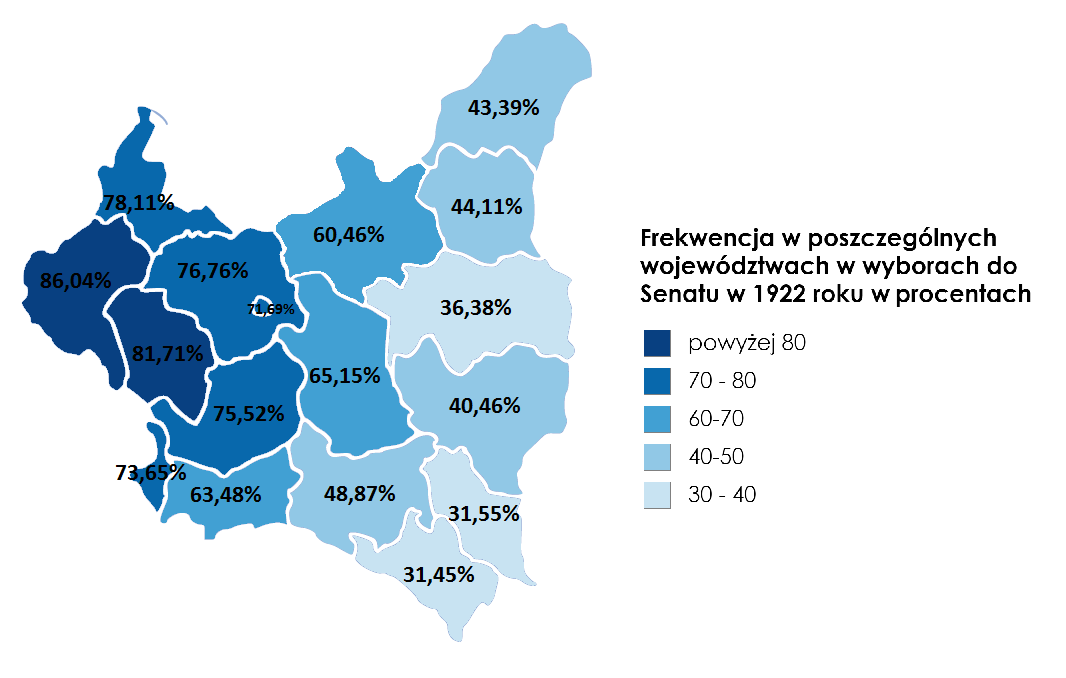
Явка на виборах до Сенату за воєводствами

Парламентські вибори в Польщі 1922 року відбувалися в два етапи: 5 листопада обирали Сейм і 12 листопада — Сенат. Вибори регулювала березнева конституція Польщі. Найбільшою групою в парламенті стала Християнська спілка національної єдності (163 із 444 депутатів).
Коаліції були нестабільними, а ситуація — складною від початку. Невдовзі після виборів, у грудні 1922 було вбито президента Польщі Ґабрієля Нарутовича, а в 1926 році відбувся Травневий переворот.
Це перші польські вибори, в яких брали участь українські партії. Явка в регіонах, населених національними меншинами (українцями, білорусами, литовцями) була нижчою, ніж у польських воєводствах країни.

## Результати

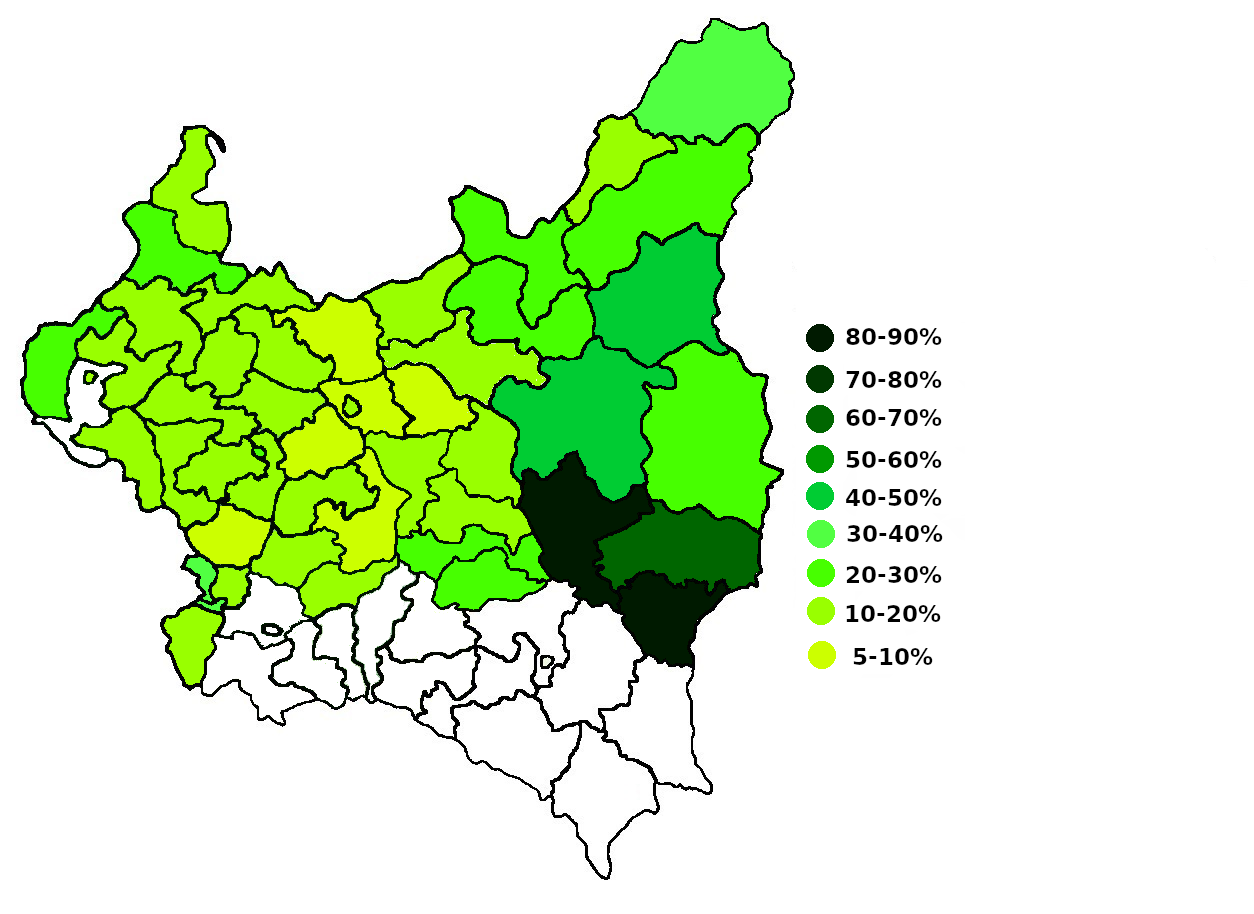
Частка голосів за Блок національних меншин за результатами виборів 1922 року за виборчими округами

### Сейм
| Партія                                   | Голоси     | %      | Місця | Попередні |
| ---------------------------------------- | ---------- | ------ | ----- | --------- |
| Християнська спілка національної єдності | 2.551.582  | 29,12  | 163   | +23       |
| Блок національних меншин                 | 1.398.250  | 15,96  | 66    | нова      |
| Польська народна партія «П'яст»          | 1.153.397  | 13,16  | 70    | +24       |
| Польська народна партія «Визволення»     | 963.385    | 10,99  | 49    | –10       |
| Польська соціалістична партія            | 906.537    | 10,35  | 41    | +6        |
| Національна робітнича партія             | 473.676    | 5,41   | 18    | –14       |
| Єврейська група                          | 405.961    | 4,63   | 18    | +7        |
| Польський центр                          | 259.956    | 2,97   | 6     | –         |
| Українська група                         | 136.044    | 1,55   | 5     | –         |
| Комуністична партія Польщі               | 121.448    | 1,39   | 2     | –         |
| Радикальна селянська партія              | 115.515    | 1,32   | 4     | нова      |
| Польська народна партія — Лівиця         | 59.104     | 0,67   | 2     | –10       |
| Народна Рада                             | 46.317     | 0,53   | 0     | –         |
| Національно-державний союз               | 38.160     | 0,44   | 0     | –         |
| Міський центр                            | 29.653     | 0,34   | 0     | –         |
| Інваліди та демобілізовані солдати       | 11.871     | 0,14   | 0     | –         |
| Інші                                     | 91.842     | 1,05   | 0     | –         |
| Загалом                                  | 8.762.698  | 100,00 | 444   | +50       |
| Дійсні голоси                            | 8.762.698  | 99,33  |       |           |
| Недійсні/невикористані                   | 58.977     | 0,67   |       |           |
| Загалом голосів                          | 8.821.675  | 100,00 |       |           |
| Зареєстровано виборців/явка              | 12.989.718 | 67,91  |       |           |
| Джерело: Nohlen & Stöver                 |            |        |       |           |

### Сенат
| Партія                                   | Голоси    | %      | Місця |
| ---------------------------------------- | --------- | ------ | ----- |
| Християнська спілка національної єдності | 2.173.756 | 38,70  | 48    |
| Блок національних меншин                 | 977.075   | 17,40  | 23    |
| Польська народна партія «П'яст»          | 729.622   | 12,99  | 17    |
| Польська народна партія «Визволення»     | 529.675   | 9,43   | 8     |
| Польська соціалістична партія            | 468.147   | 8,34   | 7     |
| Національна робітнича партія             | 291.779   | 5,20   | 3     |
| Єврейська група                          | 179.626   | 3,20   | 4     |
| Радикальна селянська партія              | 56.339    | 1,00   | 0     |
| Державне об'єднання на Кресах            | 55.953    | 1,00   | 1     |
| Польський центр                          | 55.805    | 0,99   | 0     |
| Комуністична партія Польщі               | 51.094    | 0,91   | 0     |
| Польська народна партія — Лівиця         | 25.362    | 0,45   | 0     |
| Об'єднання народних рад                  | 10.096    | 0,18   | 0     |
| Міський центр                            | 3.111     | 0,06   | 0     |
| Національно-державний союз               | 2.338     | 0,04   | 0     |
| Інші                                     | 6.713     | 0,12   | 0     |
| Загалом                                  | 5.616.491 | 100,00 | 111   |
| Дійсні голоси                            | 5,616,491 | 99.35  |       |
| Недійсні/невикористані                   | 36,838    | 0.65   |       |
| Загалом голосів                          | 5,653,329 | 100.00 |       |
| Зареєстровані виборці/явка               | 9,085,690 | 62.22  |       |
| Source: Nohlen & Stöver                  |           |        |       |

## Аналіз голосування за етнічно-релігійними групами
| Приблизні шаблони голосування за етнічно-релігійними групами | Приблизні шаблони голосування за етнічно-релігійними групами | Приблизні шаблони голосування за етнічно-релігійними групами | Приблизні шаблони голосування за етнічно-релігійними групами | Приблизні шаблони голосування за етнічно-релігійними групами | Приблизні шаблони голосування за етнічно-релігійними групами | Приблизні шаблони голосування за етнічно-релігійними групами |
| Релігія                                                      | Комуністи                                                    | Нереволюційні ліві                                           | Партії національних меншин                                   | Центр                                                        | Праві                                                        | Відсоток до всього населення (перепис 1921 року)             |
| ------------------------------------------------------------ | ------------------------------------------------------------ | ------------------------------------------------------------ | ------------------------------------------------------------ | ------------------------------------------------------------ | ------------------------------------------------------------ | ------------------------------------------------------------ |
| Католики                                                     | 2 %                                                          | 29 %                                                         | 4 %                                                          | 25 %                                                         | 39 %                                                         | 64 %                                                         |
| Греко-католики                                               | 3 %                                                          | 2 %                                                          | 77 %                                                         | 1 %                                                          | 5 %                                                          | 12 %                                                         |
| Православні                                                  | 8 %                                                          | 37 %                                                         | 66 %                                                         | 1 %                                                          | 1 %                                                          | 10 %                                                         |
| Юдеї                                                         | 4 %                                                          | 18 %                                                         | 65 %                                                         | 2 %                                                          | 4 %                                                          | 11 %                                                         |
| Загалом по країні                                            | 2 %                                                          | 16 %                                                         | 24 %                                                         | 25 %                                                         | 34 %                                                         |                                                              |